# ジェイムス・グリフィン
ジェイムス・グリフィン（James Griffin、1943年8月10日 - 2005年1月11日）は、1970年代に活躍したソフトロック・バンド、ブレッドのオリジナル・メンバーである。作詞作曲、プロデュース、アレンジ、ギター、キーボード、ボーカル担当。
アメリカ合衆国オハイオ州シンシナティで生まれ、テネシー州メンフィスで育つ。1963年、リプリーズ・レコードからアルバム『Summer Holiday』でレコード・デビュー。ブレッド以前はシンガーソングライター、セッション・ミュージシャンとして活動。ソロとして数枚のシングルをリリース。またレスリー・ゴア、ボビー・ヴィー、エド・エイムス、ブライアン・ハイランドらに曲を提供している。
ブレッド時代は主にロブ・ロイヤーと共同で作曲。デヴィッド・ゲイツのメロディ・ポップ路線に対してR&B、カントリー・ロック要素を踏まえた曲が得意。1970年公開の映画『ふたりの誓い』挿入歌「ふたりの誓い（For All We Know）」の共同ライター（ロブ・ロイヤーと共に作詞、作曲はフレッド・カーリン）で、同曲はアカデミー歌曲賞を受賞し、1971年にはカーペンターズによるカヴァーもヒットした。なお、ジェイムス・グリフィン自身のセルフ・カヴァーはブレッドのコンピレーション・アルバム『Retrospective』に収録されている。
ブレッド以降はカントリー・グループ、レミントンズ（The Remingtons）を結成し、アルバムもリリースするなどナッシュビルで音楽活動を継続していた。なお、1990年、ナッシュビルにてブレッド時代のヒット曲をソロでレコーディングしている。これはマイナー・レーベルで出回ったことがある。
2005年1月11日、肺癌のためテネシー州・フランクリンの自宅にて逝去（61歳）。
2010年、生前の未発表トラック12曲がロブ・ロイヤーのプロデュースの下、CDリリースされた。

## ディスコグラフィ

### リーダー・アルバム
- Summer Holiday (1963年、Reprise) ※Jimmy Griffin名義
- 『ブレイキン・アップ・イズ・イージー』 - Breakin' Up Is Easy (1973年、Polydor)
- James Griffin (1977年、Polydor)
- Griffin & Sylvester (1982年、Polydor) ※with テリー・シルヴェスター
- James Griffin Sings The Bread Hits (2001年、Weton-Wesgram)
- GYG (Griffin, Yancey & Guilbeau) (2004年) ※with リック・ヤンシー、ロニー・ギルボー
- Break And Run (2005年、Lemon) ※未発表音源集
- Jimmy Griffin (2010年、Nashfilms) ※コンピレーション
- Just Like Yesterday: The Solo Anthology 1974-77 (2013年、Hux) ※コンピレーション
- Jimmy Griffin - The Archive Series: Volume One (2018年、Wraysong) ※コンピレーション
- Jimmy Griffin - The Archive Series: Volume Two (2019年、Wraysong) ※コンピレーション
- Jimmy Griffin - The Archive Series: Volume Three (2020年、Wraysong) ※コンピレーション

### ブラック・タイ
- 『ホエン・ザ・ナイト・フォールズ』 - When The Night Falls (1985年、Bench)

### レミントンズ
- Blue Frontier (1992年、BNA)
- Aim For The Heart (1993年、BNA)